# Сан-Пеллегрино-Терме
Сан-Пеллегрино-Терме, Сан-Пеллеґрино-Терме (італ. San Pellegrino Terme) — муніципалітет в Італії, у регіоні Ломбардія, провінція Бергамо.
Сан-Пеллегрино-Терме розташований на відстані близько 500 км на північний захід від Рима, 60 км на північний схід від Мілана, 16 км на північ від Бергамо.
Населення — 4894 особи (2014).
Щорічний фестиваль відбувається 26 травня. Покровитель — San Pellegrino.

## Демографія
Населення за роками:

Станом на 1 січня 2023 року в муніципалітеті офіційно проживали 142 іноземці з 28 країн, серед них 35 громадян країн Євросоюзу та 40 громадян України.

## Сусідні муніципалітети
- Альгуа
- Бракка
- Валь-Брембілла
- Доссена
- Сан-Джованні-Б'янко
- Серина
- Цоньо